# Frohburger Dreieck
Frohburger Dreieck – tor wyścigowy znajdujący się we Frohburgu w Niemczech.

## Historia
Tor został wybudowany w południowym Frohburgu z przeznaczeniem dla samochodów i motocykli. Trasa prowadziła przez miasto i wiejskie drogi wzdłuż pól. Pierwszy wyścig odbył się w 1960 roku. Wyścigi Frohburger Dreieckrennen były eliminacjami mistrzostw NRD. Te zawody zwykle odbywały się końcem września i cieszyły się frekwencją do 150 000 widzów. W 1985 roku do toru dodano szykanę.

## Zwycięzcy

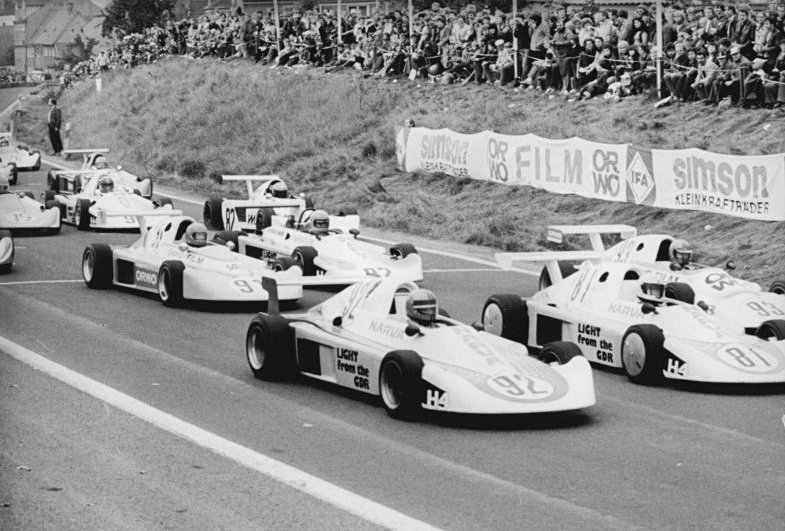
Frohburger Dreieckrennen 1981

### Wschodnioniemiecka Formuła 3
| Sezon | Kierowca        | Samochód           |
| ----- | --------------- | ------------------ |
| 1971  | Wolfgang Küther | Melkus 64-Wartburg |
| 1972  | Hartmut Thaßler | HTS-Wartburg       |

### Wschodnioniemiecka Formuła Easter
| Sezon | Kierowca            | Samochód           |
| ----- | ------------------- | ------------------ |
| 1972  | Ulli Melkus         | Melkus 64-Wartburg |
| 1973  | Wolfgang Krug       | SEG II-Łada        |
| 1974  | Ulli Melkus         | Melkus 64-Łada     |
| 1975  | Heiner Lindner      | HTS-Łada           |
| 1976  | Heiner Lindner      | HTS-Łada           |
| 1977  | Heinz Siegert       | Melkus 64-Łada     |
| 1978  | Manfred Günther     | MT 77-Łada         |
| 1979  | Ulli Melkus         | MT 77-Łada         |
| 1980  | Frieder Kramer      | MT 77-Łada         |
| 1981  | Frieder Kramer      | MT 77-Łada         |
| 1982  | Bernd Kasper        | MT 77-Łada         |
| 1983  | Bernd Kasper        | MT 77-Łada         |
| 1984  | Bernd Kasper        | MT 77-Łada         |
| 1985  | Henrik Opitz        | MT 77-Łada         |
| 1986  | Hans-Dieter Kessler | MT 77-Łada         |
| 1987  | Bernd Kasper        | MT 77-Łada         |
| 1988  | Heinz Siegert       | MT 77-Łada         |
| 1989  | Heinz Siegert       | MT 77-Łada         |
| 1990  | Steffen Göpel       | MT 77-Łada         |